# Chandra Muzaffar
Chandra Muzaffar né en 1947 à Bedong en Malaisie est un intellectuel musulman, président et fondateur du  Just Commentary. International Mouvement for a Just World depuis 1991.

## Biographie

### Parcours universitaire
Né dans une famille hindoue de Bedong dans la région de Kedah dans le nord-ouest de la Malaisie, il fait ses études à Singapour où il obtient un doctorat en Sciences sociale en 1977. 

### Engagement en faveur des Droits de l'Homme
Il fonde en 1977 l’ONG « Aliran » pour la défense des droits de l’Homme. Il enseigne la Science politique en parallèle de 1970 jusqu’en 1983 à l’université de Malaisie.
En 1985, il est nommé membre du comité exécutif de la Commission asiatique des droits de l’Homme ce qui lui vaut d’être détenu brièvement pendant la crise économique de 1987. Malgré tout, il joint l’UMNO en 1989 comme Consultant économique mais démissionne pour montrer son désaccord avec la politique suivie par le parti. En 1991, il quitte l’Aliran et fonde le « The Just Commentary. International Movement for a Just World » qu’il préside encore aujourd’hui. En 1992, il est membre de l’Institut malaisien de recherche économique qu’il quitte en 1999.  Il joint les membres de l’Opposition en rejoignant le Parti de Justice National fondé en 1998 par Wan Azizah Ismail, l’épouse d’Anwar Ibrahim condamné pour corruption et pour action immorale. Il est élu député en 1999.

### Rapprochement avec leBarisan Nasional
Il est beaucoup critiqué en 2008 pour un article publié dans The Star, un des grands quotidiens malaisiens réputé proche du Gouvernement, où il reproche à l’Opposition d’utiliser le mécontentement des non-malais par ambition sans tenir compte de l’intérêt général. Ses détracteurs lui reprochent alors la trahison de ses idéaux d’égalité, de justice et de paix.

### Le militantaltermondialiste
Muzaffar est régulièrement invité à s’exprimer dans des conférences : la « Media Education Foundation » l’invite en 2008 pour qu’il s’exprime sur « l’Empire Américain, il participe également à la « 9/11 Revisited conference » en 2012 ouverte par Mahathir Mohamad en personne à Kuala Lumpur. Il est en lien avec l’Institut Schiller, un cercle de réflexion international.  La dernière conférence qu’il ait donnée est récente puisqu’elle date de janvier 2015 organisée par l’association « World Public Forum – Dialogue of Civilizations » sur le thème de « Paix et sécurité en Europe et en Asie », où il critique la politique de l’Otan vis-à-vis du conflit ukrainien et de la situation en Libye .
Enfin, il enregistre régulièrement des vidéos publiées ensuite sur internet où il commente un thème précis relatif à l’actualité malaisienne : l’identité malaisienne , l’économie, la situation politique, le dialogue interculturel et les controverses liées à l’Islam. Plus particulièrement sur la controverse célèbre sur l’usage du nom d’Allah dont le PAS veut interdire l’usage aux chrétiens . Dans une vidéo du 11 janvier 2014 intitulée « Cessez la controverse sur le nom d’Allah immédiatement » , le Coran à la main, Muzaffar explique le rapport des musulmans et des chrétiens avec leur notion de « Dieu » et insiste sur l’unité qui doit réunir le peuple malaisien. Selon lui, cette polémique est d’abord ethnique avant d’être religieuse : les musulmans sont malais, les chrétiens chinois ou indiens.